# Station Przasnysz
Station Przasnysz was een spoorwegstation in de Poolse plaats Przasnysz.

## Geschiedenis
Het station werd omstreeks 1915 geopend. Op 1 september 1939, nadat de Duitsers waren binnengevallen, werd de naam gewijzigd in Praschnitz. In 1945 werd de oorspronkelijke naam Przasnysz weer aangenomen.
Volgens dienstorder 49 van de PKP werd het station per 1 januari 1986 gesloten voor personenvervoer; in 2001 volgde de sluiting voor goederenvervoer. Op een onbekend moment werd het stationsgebouw gesloopt en de perrons en het opstelterrein opgebroken.